# Max Kling
Max Kling (* 1. Juni 1874 in Marienau, Westpreußen; † 27. Dezember 1950 in Speyer) war ein deutscher Agrikulturchemiker. Er wirkte vierzig Jahre an der Pfälzischen Landwirtschaftlichen Versuchsstation und Chemischen Untersuchungsanstalt in Speyer. Seine Forschungsschwerpunkte waren die Futtermittelkunde und die Düngerlehre.

## Leben
Max Kling besuchte das Realgymnasium in Elbing, legte 1893 die Reifeprüfung ab, studierte anschließend Chemie und andere naturwissenschaftliche Fächer an der Universität Breslau und wurde dort 1898 mit einer Dissertation über die Imide der Bernsteinsäure zum Dr. phil. promoviert. Während seines Studiums wurde er 1893 Mitglied des Akademischen Naturwissenschaftlichen Vereins zu Breslau. Es folgte eine einjährige Assistentenzeit an der agrikulturchemischen Versuchsstation der Landwirtschaftskammer für die Provinz Schlesien in Breslau. Seit 1899 arbeitete er an der Pfälzischen Landwirtschaftlichen Versuchsstation und Chemischen Untersuchungsanstalt in Speyer. 1912 wurde er zum Abteilungsvorsteher ernannt, 1919 erhielt er den Professorentitel und von 1928 bis 1939 leitete er als Direktor diese Station.
Während seiner vierzigjährigen Dienstzeit an dieser Versuchsstation (heutige Bezeichnung: Landwirtschaftliche Untersuchungs- und Forschungsanstalt Speyer) betätigte sich Kling überwiegend auf den Gebieten der Futtermittelkunde und der Düngerlehre. Eine Vielzahl von Beiträgen veröffentlichte er über die Ergebnisse von Bodenuntersuchungen auf pfälzischen Weinbaustandorten. Sein Hauptwerk ist ein zweibändiges Handbuch über Handelsfuttermittel (1928, 1936), von dem nach seinem Tode Werner Wöhlbier eine neubearbeitete zweite Auflage herausgegeben hat.

## Publikationen (Auswahl)
- Die Kriegsfuttermittel. Verlag Eugen Ulmer Stuttgart 1918 (Digitalisat).
- Leitfaden der Düngerlehre. Lehrbuch zum Gebrauch an Landwirtschaftsschulen und landwirtschaftlichen Winterschulen sowie zum Selbstunterricht für praktische Landwirte. Verlagsbuchhandlung Paul Parey Berlin 1920; 2. Auflage ebenda 1921.
- Die Handelsfuttermittel. Handbuch für wissenschaftliche Anstalten, vereidigte Handelschemiker, landwirtschaftliche Behörden, Landwirtschaftsschulen, landwirtschaftliche Genossenschaften, praktische Landwirte, Futtermittelhändler und -Fabrikanten. Verlag Eugen Ulmer Stuttgart 1928; Ergänzungsband 1936. – 2. Auflage neu herausgegeben von Werner Wöhlbier ebenda Band 1, 1977; Band 2, (zwei Teilbände) 1983.